# 僧實智
僧實智，五代十国僧人，名清裔。
南汉中宗信奉佛法，他用铜范铸造了十八罗汉像献上。皇帝召他问询，见他见识高远，让他在碧玉院升座说法，中宗西向坐听。僧实智请在月华山开建寺院，被获准许，落成，赐号花界。